# Miller-Sumpfhuhn
Das Miller-Sumpfhuhn (Zapornia nigra, Syn.: Porzana nigra), auch Millers Sumpfhuhn oder Tahitisumpfhuhn genannt, ist eine ausgestorbene Rallenart aus der Gattung der Zapornia.
Es ist nur durch zwei Zeichnungen aus dem 18. Jahrhundert bekannt geworden. Die erste Zeichnung stammt von Georg Forster aus dem Jahre 1773 und ist mit "Rallus minutus, Màho, Taheitee" betitelt. 1784 fertigte John Frederick Miller eine Kopie von Forsters Zeichnung an und veröffentlichte sie mit einigen Änderungen und Anmerkungen in seinem Werk Cimelia Physica. Johann Reinhold Forster gab Tahiti als Verbreitungsgebiet an. John Latham nannte Tanna als Verbreitungsgebiet einer Unterart. Während Averil Margaret Lysaght (1956) und Murray D. Bruce et al. (1983) Porzana nigra als identisch mit Porzana tabuensis betrachtet haben, sind Storrs Lovejoy Olson und David William Steadman der Ansicht, dass das Miller-Sumpfhuhn eine flugunfähige, endemische Art von Tahiti war. Diese Einschätzung wird durch subfossile Knochenfunde einer endemischen Sumpfhuhnspezies (Porzana rua) von Mangaia unterstützt.